# W5 (kolej)

Wzór wskaźnika W 5

W 5 „Wskaźnik przetaczania” – wskaźnik kolejowy w Polsce oznaczający granice przetaczania.

## Linie normalnotorowe i szerokotorowe

### Wygląd
Wskaźnik ma formę białej tablicy u góry zaokrąglonej, z czarnym obramowaniem.

### Zasady ustawiania
- Wskaźnik stosuje się niezależnie od tarcz manewrowych na tych stacjach i przy tych torach, na których zachodzi potrzeba stałego oznaczenia granicy, do której przetaczanie jest dozwolone, Przetaczanie poza wskaźnik dopuszczalne jest tylko za zezwoleniem dyżurnego ruchu[1].
- Wskaźnik należy ustawiać przed semaforem wjazdowym w odległości co najmniej 100 m, patrząc w kierunku szlaku[1].
- Na stacjach linii kolejowych dwutorowych wskaźnik ustawia się przy torach wjazdowych, po stronie semafora wjazdowego, a na stacjach linii jednotorowych po prawej stronie toru głównego zasadniczego, patrząc w kierunku szlaku[1].

## Linie wąskotorowe
Wskaźnik W 5 na liniach kolejowych wąskotorowych oznacza granicę przetaczania. Ustawia się go przed semaforem wjazdowym w odległości co najmniej 100 m, po prawej stronie toru, patrząc w kierunku szlaku.

## Linie metra
Wskaźnik W 5 „Granica przetaczania” mający zastosowanie na liniach metra to tablica w kształcie półkola zwróconego łukiem w górę, biała z czarnym obramowaniem. Stosuje się go na stacji dla oznaczenia miejsca na torze, poza które jazda manewrowa jest niedozwolona bez odrębnego polecenia dyżurnego ruchu.